# Гергард Дегенкольб
Ґергард Деґенкольб (нім. Gerhard Degenkolb; 26 червня 1892, Цайц — 25 січня 1954, Дуйсбург) — німецький інженер-механік, один із найважливіших керівників військової промисловості Третього Рейху. Кавалер Лицарського Хреста Воєнних заслуг з мечами і без мечів.

## Біографія
В 1920 році поступив на службу в комапнію DEMAG на посаду асистента з продажу. З 1921 року — керівник заводів DEMAG у Веттері, Мюльгаймі та Дуйсбурзі. з1935 року — директор заводів у Дуйсбурзі. Член НСДАП з 1930 року. В 1940 році Фріц Тодт доручив Деґенкольбу відновити роботу французької та бельгійської промисловості.
В 1942 році Альберт Шпеєр запросив амбіційного і наполегливого інженера Деґенкольба на посаду голови так званої «Ради залізничного транспорту» при імперському міністерстві озброєнь і боєприпасів, яка підкорялась технічному бюро на чолі з Карлом-Отто Зауром. Головним завданням Деґенкольба було забезпечення виробництва нових військових локомотивів типу 42 та 52 у максимально можливих кількостях. Окрім цього, під керівництвом Деґенкольба були розроблені та виготовлені нові типи військових локомотивів, а також спрощених пасажирських і вантажних вагонів. Деґенкольб зумів прискорити виробництво локомотивів за рахунок спрощень в конструкції та відмови від необов'язкових компонентів. Рекорд виробництва був досягнутий у червня-серпні 1943 року - 500 локомтивів, після чого темпи виробництва впали.
Після ускладнень на фронту виробництво локомтивів впало, і 15 січня 1943 року Шпеєр призначив Деґенкольба головою «Спеціального комітету А4» імперського міністерства озброєнь і боєприпасів, який керува виробництвом ракет А4 (Фау-2). Згідно плану, відомого як «програма Деґенкольба», планувалось налагодити масове виробництво ракет по 900 штук на місяць у Нордгаузені, Фрідріхсгафені та Вінер-Нойштадті. У вересні 1943 року Деґенкольб заснував завод Mittelwerk GmbH для серійного виробництва Фау-2 і призначив керівників для вирішення виробничих проблем.
В березні 1944 року Деґенкольб був переведений на посаду керівника ремонтних майстернь імперської залізниці, проте восени 1944 року потрапив у опалу через критичні висловлювання щодо нацистського режиму і на деякий час потрапив у психлікарню.
Незадовго до кінця війни з ініціативи Ганса Каммлера Шпеєр призначив Деґенкольба «Генеральним комісаром програми 262» (масштабне виробництво реактивних винищувачів Messerschmitt Me 262). На цій посаді Деґенкольб координував виробництво у підземних заводах, а також служив зв'язковим між Вільгельмом Мессершміттом та виробничими центрами.
В кінці війни Деґенкольб потрапив у полон, звільнений у 1947 році. З 1950 року керував будівництвом заводу DEMAG у Бразилії, проте через хворобу змушений був повернутися в Німеччину, де і помер в 1954 році.

## Особистість
На керівних посадах Деґенкольб прославився своїм жорстким диктаторським стилдем управління, а також вмінням гарно продемонструвати свої успіхи Альберту Шпеєру та публіці.

## Нагороди[2]
- Хрест Воєнних заслуг 2-го і 1-го класу з мечами та без мечів
- Лицарський хрест Хреста Воєнних заслуг
  - Без мечів (20 вересня 1943)
  - З мечами (29 жовтня 1944)